# Амнікон (Вісконсин)
Амнікон (англ. Amnicon) — місто (англ. town) в США, в окрузі Дуглас штату Вісконсин. Населення — 1224 особи (2020).

## Демографія
Згідно з переписом 2010 року, у місті мешкало 1155 осіб у 433 домогосподарствах у складі 334 родин. Було 476 помешкань
Расовий склад населення:
| - 95,5 % — білих - 1,0 % — корінних американців - 1,0 % — чорних або афроамериканців - 0,5 % — азіатів |

До двох чи більше рас належало 2,0 %. Частка іспаномовних становила 0,7 % від усіх жителів.
За віковим діапазоном населення розподілялося таким чином: 27,3 % — особи молодші 18 років, 62,6 % — особи у віці 18—64 років, 10,1 % — особи у віці 65 років та старші. Медіана віку мешканця становила 40,5 року. На 100 осіб жіночої статі у місті припадало 108,5 чоловіків;  на 100 жінок у віці від 18 років та старших — 104,9 чоловіків також старших 18 років.
Середній дохід на одне домашнє господарство  становив 79 047 доларів США (медіана — 72 917), а середній дохід на одну сім'ю — 88 166 доларів (медіана — 84 097). Медіана доходів становила 53 214 долари для чоловіків та 45 625 доларів для жінок. За межею бідності перебувало 2,2 % осіб, у тому числі 2,5 % дітей у віці до 18 років та 2,4 % осіб у віці 65 років та старших.
Цивільне працевлаштоване населення становило 685 осіб. Основні галузі зайнятості: освіта, охорона здоров'я та соціальна допомога — 32,6 %, будівництво — 10,4 %, роздрібна торгівля — 9,2 %, мистецтво, розваги та відпочинок — 9,2 %.